# Быстрая (приток Немыда)
Быстрая — река в России, протекает по Чердынскому району Пермского края. Устье реки находится в 51 км от устья реки Немыд по левому берегу. Длина реки составляет 12 км.
Исток реки на западных предгорьях Северного Урала в 17 км к северу от посёлка Вижай. Река течёт на северо-запад среди холмов, покрытых таёжным лесом, в ненаселённой местности. Течение быстрое.

## Данные водного реестра
По данным государственного водного реестра России относится к Камскому бассейновому округу, водохозяйственный участок реки — Кама от водомерного поста у села Бондюг до города Березники, речной подбассейн реки — бассейны притоков Камы до впадения Белой. Речной бассейн реки — Кама.
Код объекта в государственном водном реестре — 10010100212111100006192.